# Холокост в Шарковщинском районе
Холокост в Ша́рковщинском районе — систематическое преследование и уничтожение евреев на территории Шарковщинского района Витебской области оккупационными властями нацистской Германии и коллаборационистами в 1941—1944 годах во время Второй мировой войны, в рамках политики «Окончательного решения еврейского вопроса» — составная часть Холокоста в Белоруссии и Катастрофы европейского еврейства.

## Геноцид евреев в районе
После оккупации немецкими войсками Шарковщинский район административно стал относиться к области тыла группы армии «Центр», войдя в состав Глубокского гебита (округа) генерального округа Белорутения. Вся полнота власти в районе принадлежала нацистской военной оккупационной администрации. Гебитскомиссаром округа был Евген Карл, а после его уничтожения партизанами в 1943 году — Пауль Гахман. Оккупация района длилась до лета 1944 года.
Для осуществления политики геноцида и проведения карательных операций сразу вслед за войсками в район прибыли карательные подразделения войск СС, айнзатцгруппы, зондеркоманды, тайная полевая полиция (ГФП), полиция безопасности и СД, жандармерия и гестапо. Практически сразу они отделяли евреев от остальных жителей и убивали их или загоняли в гетто в рамках осуществления окончательного решения еврейского вопроса.
Во всех крупных деревнях района были созданы управы во главе с бургомистрами и полицейские гарнизоны из коллаборационистов. Во всех деревнях района были назначены старосты (солтысы, войты).
Уже с первых дней оккупации района немцы начали убивать евреев. Подобные «акции» (таким эвфемизмом гитлеровцы называли организованные ими массовые убийства) повторялись множество раз во многих местах. В тех населённых пунктах, где евреев убили не сразу, их содержали в условиях гетто вплоть до полного уничтожения.
За время оккупации евреи Шарковщинского района были практически полностью убиты, и нацисты никогда не прекращали поиски и убийства уцелевших евреев. Среди таких случаев — расстрел немцами и полицаями в июне 1943 года на хуторе Райполь 19 стариков, женщин и детей. В сентябре 1943 года в деревне Робертово немецкие солдаты убили двух мужчин-евреев, сбежавших из Шарковщинского гетто. В декабре 1941 года 60 евреев из деревни Мгумице Юзефовского сельсовета вывезли в Глубокское гетто, где они были убиты. Осенью 1942 года в деревне Шкунтики были схвачены 7 еврейских семей (28 человек), вывезены в Шарковщинское гетто и убиты. В июне 1942 года в деревне Шавдрики Савицковского сельсовета были расстреляны евреи — 3 женщины, старик и 3 детей. Около деревни Воронка были убиты более 70 евреев, а их останки были обнаружены только в 2007 году.

## Гетто
Оккупационные власти под страхом смерти запретили евреям снимать жёлтые латы или шестиконечные звезды (опознавательные знаки на верхней одежде), выходить из гетто без специального разрешения, менять место проживания и квартиру внутри гетто, ходить по тротуарам, пользоваться общественным транспортом, находиться на территории парков и общественных мест, посещать школы.
Реализуя нацистскую программу уничтожения евреев, немцы создавали гетто почти во всех городах и населённых пунктах Беларуси, где проживало еврейское население. Так и в Шарковщинском районе оккупанты организовали 5 гетто.
- в гетто деревни Германовичи (лето 1941 — лето 1942) были убиты около 300 евреев;
- в гетто в посёлке Иоды (лето 1941 — октябрь 1941) были убиты около 450 евреев;
- в гетто деревни Лужки (осень 1941 — 1 июня 1942) были замучены и убиты более 500 евреев;
- в двух гетто посёлка Шарковщина (июль 1941 — 18 июня 1942) нацисты и полицаи убили около 1000 евреев;

## Палачи и организаторы убийств
Сохранились имена некоторых палачей и организаторов убийств.
Начальник района Зуй Михаил Макарович, староста (войт) волости Метелица (Мятелица) Владимир, комендант самооховы Приставко Владимир Иванович и Печёнка Виталий Григорьевич.
Жандармские офицеры — Фильям, Гайдс, зондерфюрер Дремер, комендант полиции Рудак, полицаи Данилевский Марлен, Кленовский Михаил, Тимошкевич, начальник карательного отряда СД Витвицкий.

## Случаи спасения и «Праведники народов мира»
18 человек из Шарковщинского района были удостоены почётного звания «Праведник народов мира» от израильского мемориального института «Яд Вашем» «в знак глубочайшей признательности за помощь, оказанную еврейскому народу в годы Второй мировой войны».
- Седюкевич Митрофан и Хелена, Конахович Вероника, Ежи и Нина, Палчевская (Конахович) Анна, Волынская (Конахович) Зофия, Селедевская (Конахович) Ядвига, Лагун Альбин и Агнешка — за спасение Зильбермана Альтера и его семьи, Смушкович Хаи-Ривы и её семьи[22].
- Ольшевская Теодора и её дети Анна, Казимир и Микульская Юзефа, которые спасли семью Номкиных: Мартина и его жену Беллу, Гирша и его жену Михалину, Иехуду, Эстер, Йехудит и её мужа Мориса в Шарковщине[23].
- Мария Францевна Леванович (в девичестве Казачёнок) — за спасение Якова Сосновика в Германовичах[24][25][26].
- Гродь Антон и Мария — за спасение Эйнхорна Гирша в деревне Митьковщина[27][28].
- Белевич Пётр — за спасение Циммер Цили, Залмана, Славы и Григория[29].

## Память
Опубликованы неполные списки евреев, убитых нацистами и полицаями в Шарковщинском районе — в Бильдюгском сельсовете, Воложинском сельсовете, Германовичском сельсовете, Иодском сельсовете, Шкунтиковском сельсовете, в посёлке Шарковщина.
Жертвам геноцида евреев в Шарковщинском районе во времена Катастрофы установлены памятники в посёлке Шарковщина, деревнях Лужки, Радюки и Иодах.
В двух километрах от деревни Мельница (Станиславовский сельсовет), на окраине леса (61 квартал Половского лесничества) на месте расстрела бежавшей из Шарковщины и пойманной нацистами еврейской семьи (жена, муж и пятеро детей) школьники и преподаватели Слободской средней школы установили памятный знак с надписью: «Здесь в январе 1943 г. расстреляна еврейская семья из 7 человек».